# Montrose (Pennsylvanie)
Pour les articles homonymes, voir Montrose.
Le borough de Montrose est le siège du comté de Susquehanna, situé en Pennsylvanie, aux États-Unis.